# Richard Petitjean-Boussin
Richard Philippe Petitjean, dit Petitjean-Boussin est un homme politique français né le 4 février 1785 à Loizy (Saône-et-Loire) et mort le 2 juillet 1861 à Cuisery (Saône-et-Loire).

## Biographie
Juge de paix du canton de Cuisery, conseiller d'arrondissement, il est député de Saône-et-Loire de 1848 à 1849, siégeant comme républicain modéré.

## Sources
- « Richard Petitjean-Boussin », dans Adolphe Robert et Gaston Cougny, Dictionnaire des parlementaires français, Edgar Bourloton, 1889-1891 [détail de l’édition]